# 表參道
表參道（おもてさんどう，Omotesandō），日本路名，是指：
1. 明治神宮參道所興建的道路[† 1]。相當於現在都道413號線中，青山通至明治神宮（原宿站前）的神宮橋路口（明治神宮）之間。
2. 上述道路的周圍地區、地下鐵表参道站周邊一帶的總稱。住居表示屬東京都澀谷區神宮前與東京都港區北青山、南青山一部分。

## 概要

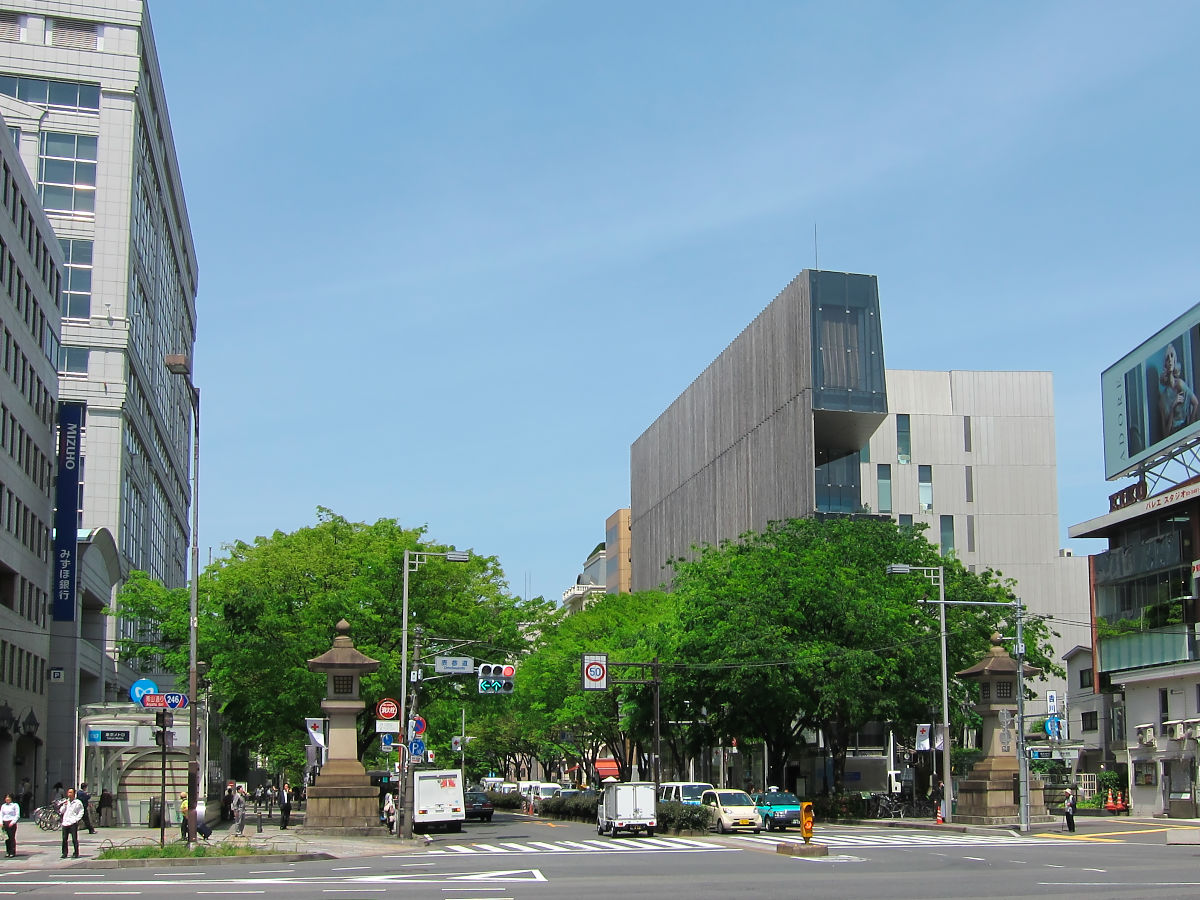
表参道路口的石燈籠

表參道是1920年明治神宮創建時，在正面側的參道與興建道路的通稱。位於東京都澀谷區與港區，都道413號線，及原宿站前附近，至青山通交會的表參道路口區域。但多數用以稱呼東京地下鐵表參道站附近，為明確區別，道路以表參道通稱呼。
表參道與明治通的路口，即神宮前路口以東，為日本著名外國品牌時裝店林立之地。過去有1927年建設的同潤會青山公寓，但因建築變得古舊，在2003年被拆卸，原址在2006年2月建成表參道之丘，內設有一些有個性的店舖，附近則為潮流區域裏原宿的入口。神宮前路口以西有時裝商場Laforet原宿，及不少飲食店與雜貨店。
在表參道路口至根津美術館方向，闊15公尺的道路通稱為「從快通」。

### 作為街名的表參道
表參道作為街名時，是指現在都道413號線與青山通的表參道路口起，至原宿站前的神宮橋路口為止，全長約1.1公里的區域。為了配合明治神宮在1919年（大正8年）完成的道路，以櫸樹作為行道樹的林蔭大道聞名。
現在的道路寬度36公尺，設有中央分隔島，單向2車道、雙向4車道，兩側人行道旁有時間限制的停車位。人行道上種植櫸樹。包含道路終點的原宿站前，共有3座行人天橋。
作為林蔭大道的表參道，行道樹是櫸樹，道路左右兩側各一排，現在共計有163棵。大正時代所種植的行道樹大部分在1945年（昭和20年）東京大空襲中燒毀，現在的行道樹大多是1950年（昭和25年）左右重新種植。表參道之丘前有11棵度過戰火，樹齡超過90年的櫸樹。最早一批種植的櫸樹現在都設有解說板說明。
道路的起點、終點位於台地上。相對之下，中間的明治通與貓街（キャットストリート）位於谷底。最高點是起點與青山通的路口附近，海拔35公尺，谷底的貓街附近海拔約20公尺。
冬至早上，表參道往明治神宮的青山通路口方向，就是太陽升起的方向。

### 作為地域名的表參道
地域上的表參道包括道路的表參道、地下鐵表參道站周邊一帶。其範圍包括青山骨董通周邊、青山通、表參道站周邊、舊原宿、舊穩田地區的表參道沿線、原宿站周邊等廣大地區。
此帶為知名的購物天堂。表參道沿線，日本國内外知名品牌店林立。2006年（平成18年），大型商業設施表參道之丘開業。另一方面，巷道內是安靜的住宅區，新銳複合精品店與知名美容院等在此聚集，十分受到年輕人歡迎。

## 歷史

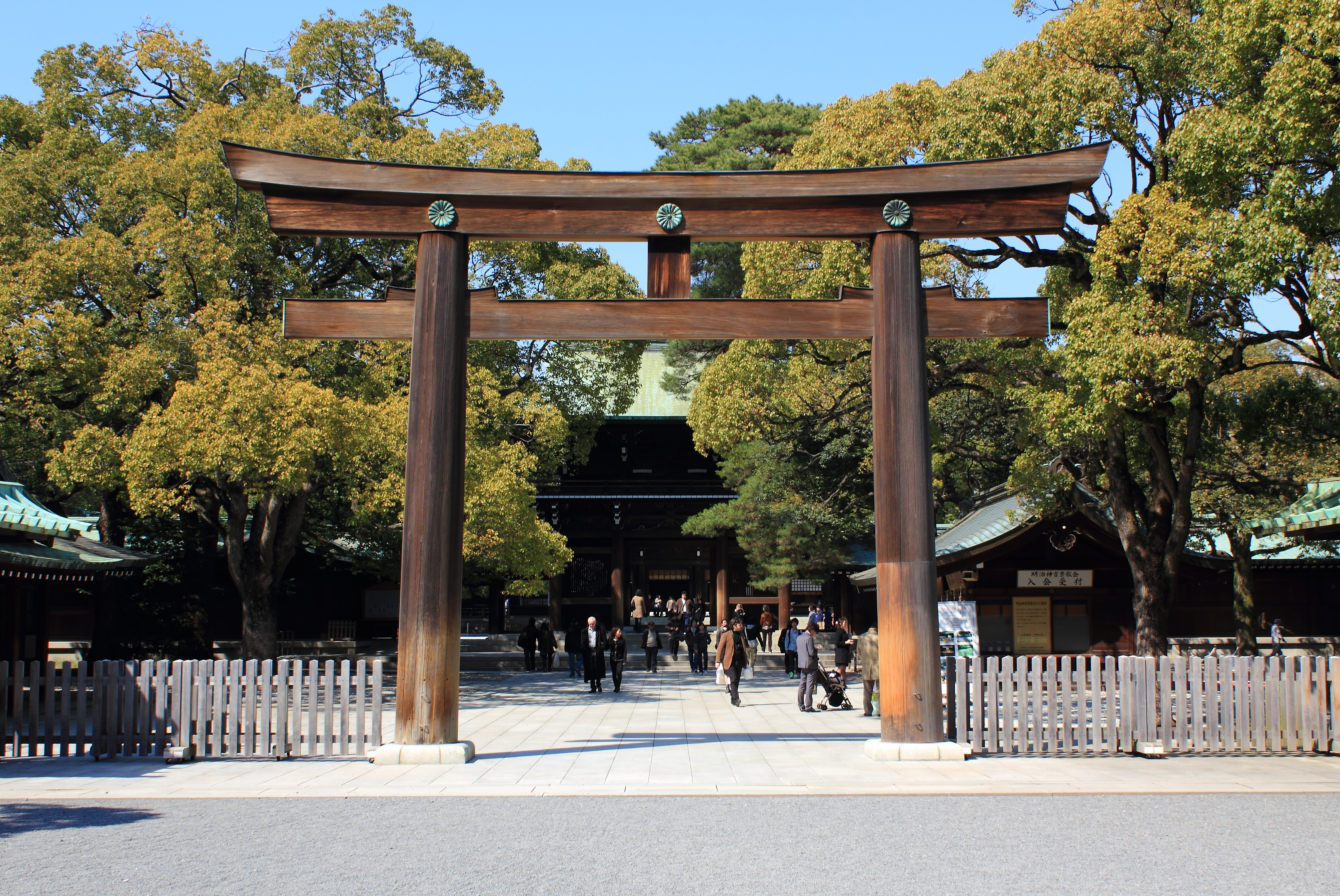
表參道是由明治神宮參道所改建。

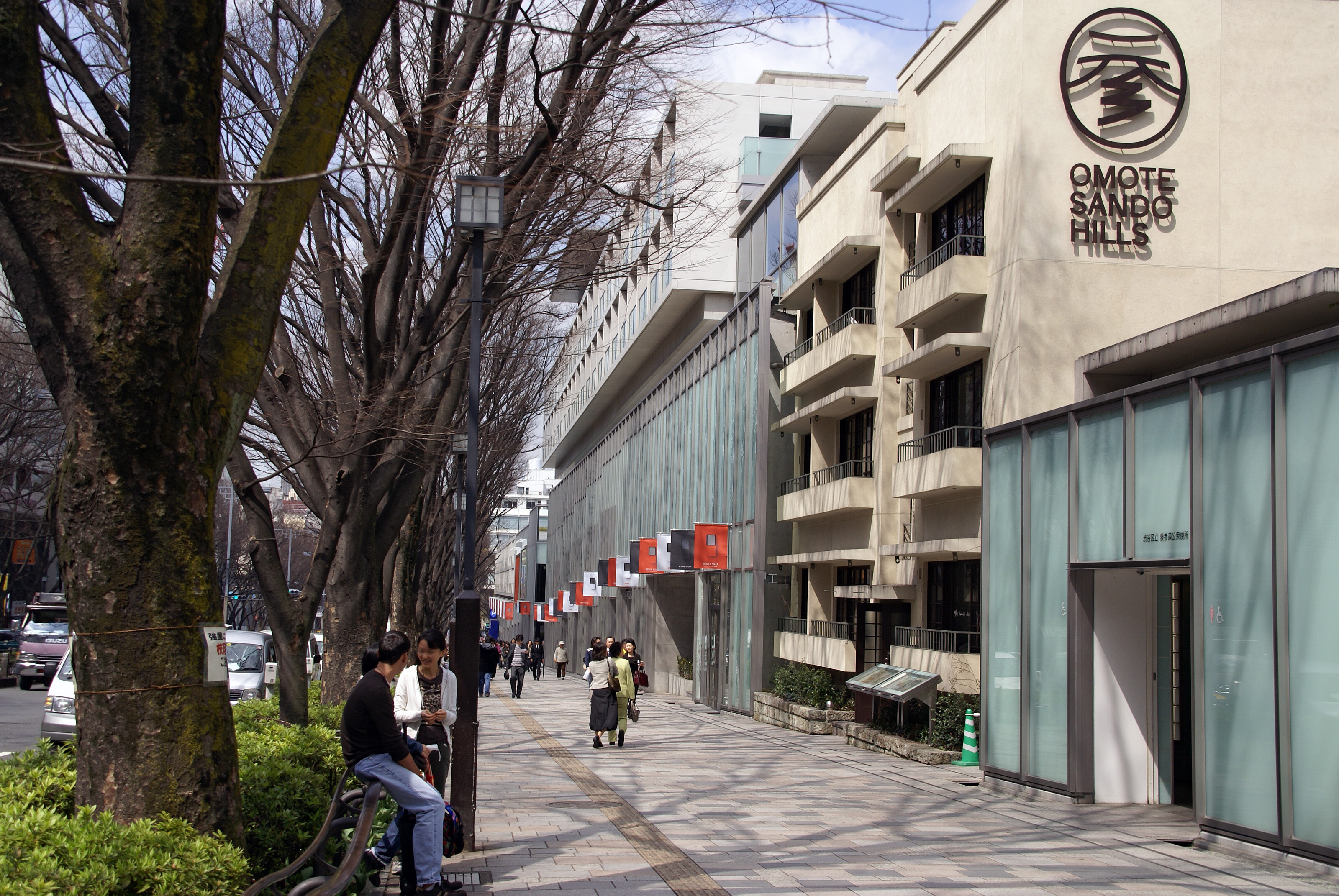
表參道之丘

明治神宮創建前的1919年（大正8年），神社正面側參道進行整修。當時並無行道樹，直到隔年才種植200顆櫸樹。
1920年（大正9年），連結東京市電所在的青山通與明治神宮的「表參道巴士」開始運行。
1927年（昭和2年），同潤會澀谷公寓（後改稱為青山公寓）在道路北側的穩田地區興建。大東亞戰爭末期的1945年（昭和20年）5月，美國陸軍航空軍發動東京大空襲（山之手大空襲），表參道附近損害甚大。周圍建物與表參道行道樹大部分都被破壞。
日本戰敗後，駐日美軍在明治神宮旁的代代木公園建設軍事設施華盛頓高地，沿路逐漸轉變為服務美國人的商店。1950年（昭和25年），韓戰爆發，日本成為美軍的中繼站，此地商店蓬勃發展。
1960年（昭和35年），原宿中央公寓（原宿セントラルアパート）建在靠近明治神宮的道路南側。1964年（昭和39年），相鄰的代代木第一體育館等作為東京奧運場館，隔年Co-op Olympia竣工。1970年代以後，「原宿、表參道」或「青山、表参道」，以青年文化與流行基地而活躍，之後成為高級品牌店的聚集地。
1972年（昭和47年）地下鐵千代田線明治神宮前站開業，道路在1974年設置中央分隔島，單向3車道改為2車道。2003年（平成15年）起於同潤會青山公寓舊址興建的表參道之丘在2006年（平成18年）2月開幕。
2008年（平成20年）2月，澀谷區社區巴士「八公巴士」（ハチ公バス）行駛表參道的新路線開業，設置「明治神宮前站」、「神宮前小學校」、「表參道之丘」3個巴士站。

## 聖誕燈飾
新年的表參道沿線、明治神宮入口至青山通之間約1公里的行道樹在1991年（平成3年）開始進行燈飾的裝設。這是當地的商店振興組合「原宿香榭麗舍會」（原宿シャンゼリゼ会）所主辦的活動，但因大量遊客造成交通阻塞與人行道擁塞、垃圾等問題，於1998年（平成10年）中止。
之後在同會的主導下，2001年（平成13年）年末舉行『光之Objet』（光のオブジェ）、2006年（平成18年）年末設置『表參道akarium  』（表参道アカリウム）。
2009年（平成21年）年末，重新在行道樹上安裝聖誕燈飾。同年舉行『表參道H.I.S燈飾鐘聲交響樂』（表参道H.I.Sイルミネーション ベルシンフォニー），隔年舉行『表參道燈飾2010』（表参道イルミネーション2010）等活動。。
主辦的表參道欅會曾參訪1986年（昭和61年）起舉辦的「仙台光之星光盛會」（SENDAI光のページェント）（宮城縣仙台市），之後雙方一直進行交流。2011年（平成23年）3月11日發生東日本大地震，仙台港倉庫保管的燈飾受到海嘯破壞全部毀損，表參道因此將6萬顆LED燈泡借給仙台舉辦活動。

## 表參道的延長路段

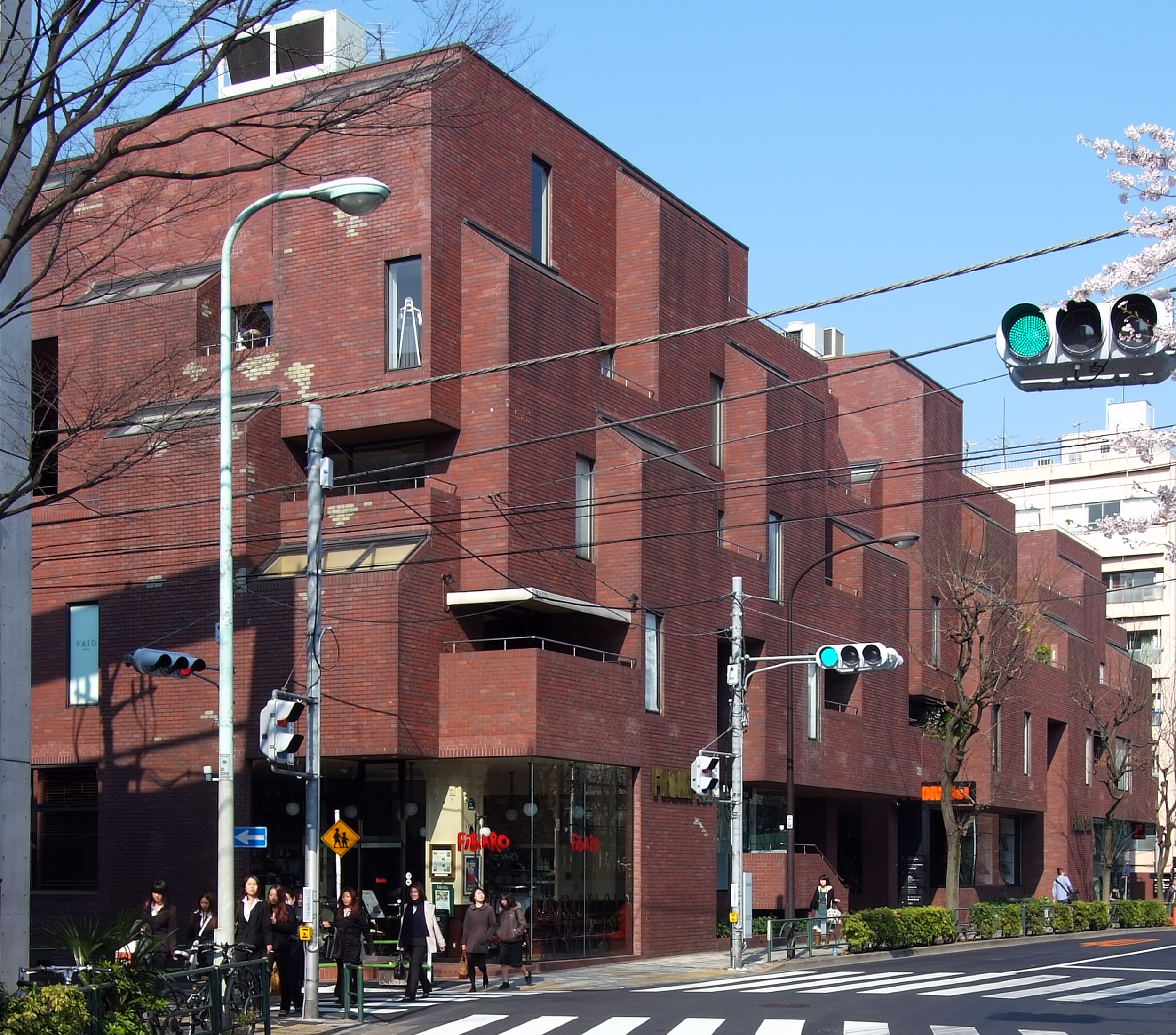
FROM FIRST大廈

表參道入口的表參道路口往港區南青山根津美術館方向，有條路寬15公尺的道路（都道413號線），古稱「御幸通（みゆき通り）」，也因青南小學校前1975年（昭和50年）竣工的商業大樓而稱作「FROM FIRST通」（フロムファースト通り）。大東亞戰爭前，御幸通往青山墓地方面尚未整備，現在已拓寬成相等路寬。因為計畫讓前往明治神宮參拜的天皇能直接回到宮城（皇居），而稱為「御幸」。
表參道終點的神宮橋路口、經代代木公園南端往澀谷區富谷方向有條路寬達32公尺的道路，是過去駐日美軍華盛頓高地住宅區在1964年（昭和39年）返還日本後所建設，目前沒有稱呼，屬都道413號線一部分。

## 相關作品
歌曲： 张敬轩 《迷失表参道》 （词：林夕，曲：常石磊）

## 備註
1. 1 2  東京都渋谷区神宮前四丁目物件のご紹介 （页面存档备份，存于） 日本リテールファンド投資法人、平成23年5月8日閲覧
2. 1 2 3 4 5 6 7  柳生真吾（日语：柳生真吾）　『プランツ・ウォーク　東京道草ガイド』　講談社　平成23年10月発行
3. ↑  「東京・銀座の店舗賃料上昇。表参道は下落、回復に遅れ」　『日本経済新聞』　平成23年8月19日朝刊　商品面
4. 1 2  神宮前五丁目　『原宿 1995』　コム・プロジェクト　穏田表参道商店会 平成6年12月25日発行 p60
5. ↑  表参道H.I.S.イルミネーション ベルシンフォニー （页面存档备份，存于） （2009-2010年） 商店街振興組合原宿表参道欅会
6. ↑  表参道90周年記念イベント 表参道イルミネーション2010 （页面存档备份，存于） 原宿表参道欅会
7. 1 2  復興への願い　冬の街照らす　『日本経済新聞』　平成23年12月3日夕刊らいふ面
8. 1 2  田口道子　『東京青山1940 陽が落ちても朝はくる』　岳陽舎　平成14年5月発行

## 外部連結
- 表參道地區情報
- 原宿SuperStation （页面存档备份，存于）